# Sagra (fiesta)

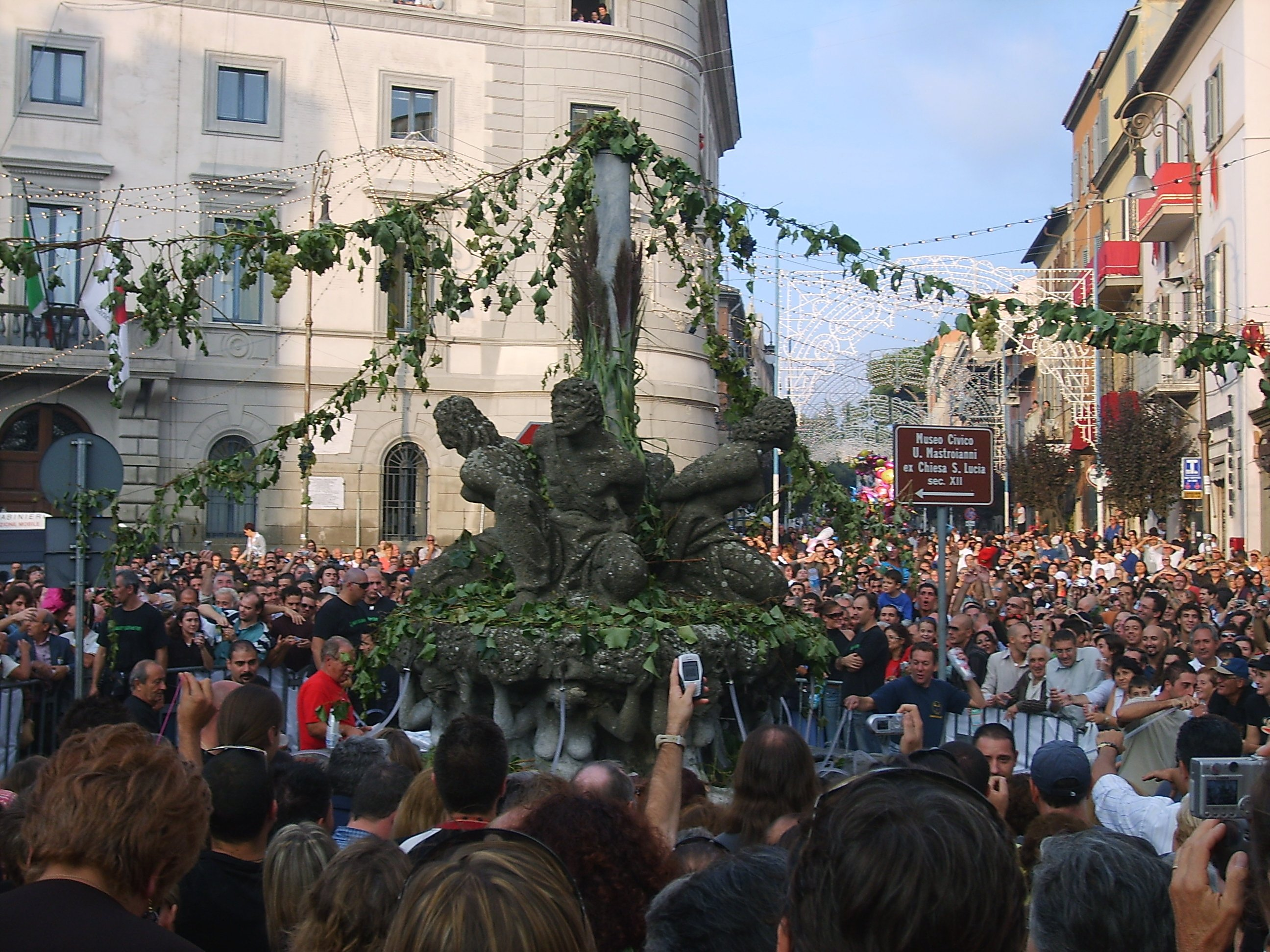
Sagra del Vino en Marino, Lacio

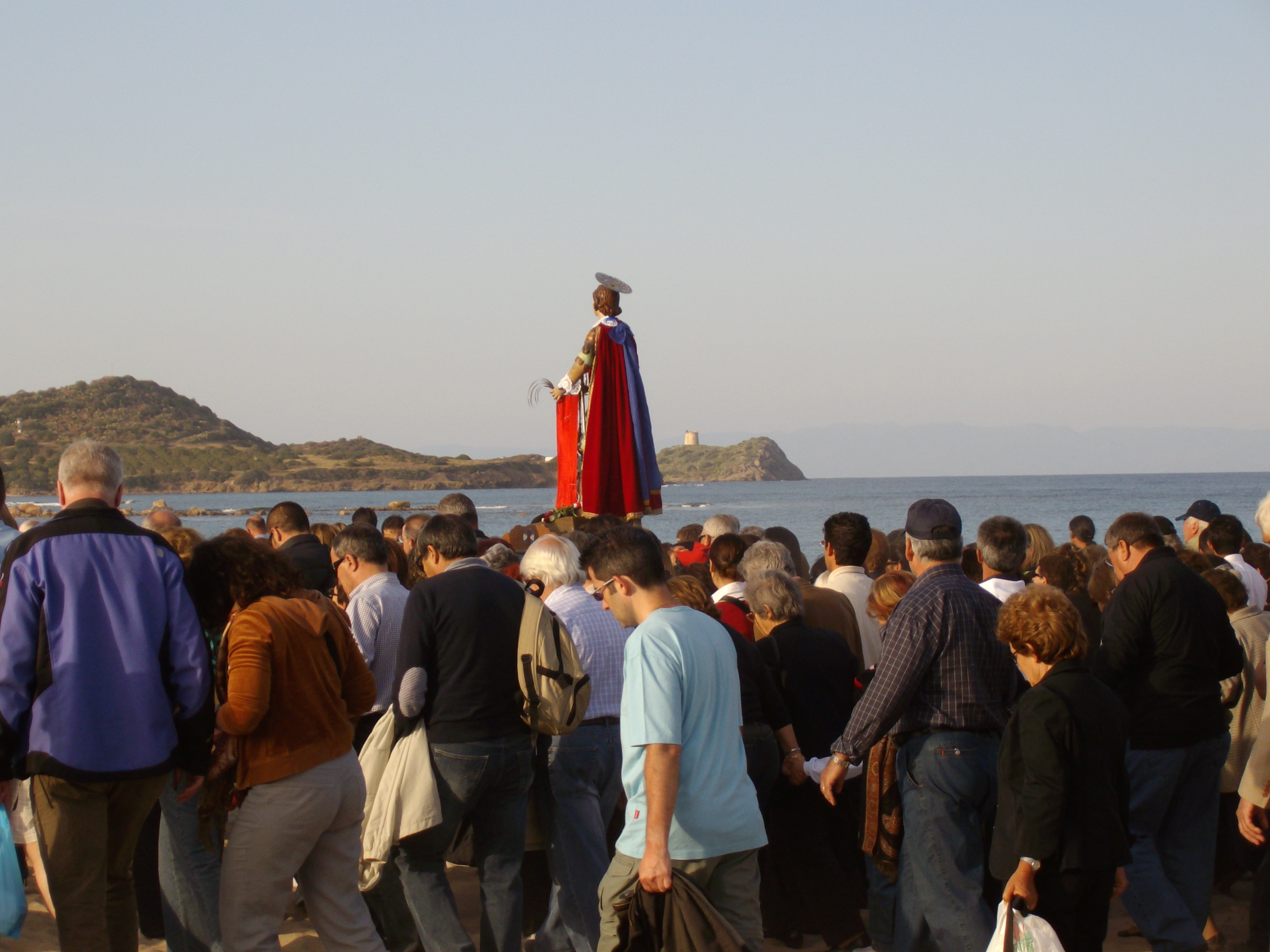
La Sagra de San Efisio en Cagliari, Cerdeña

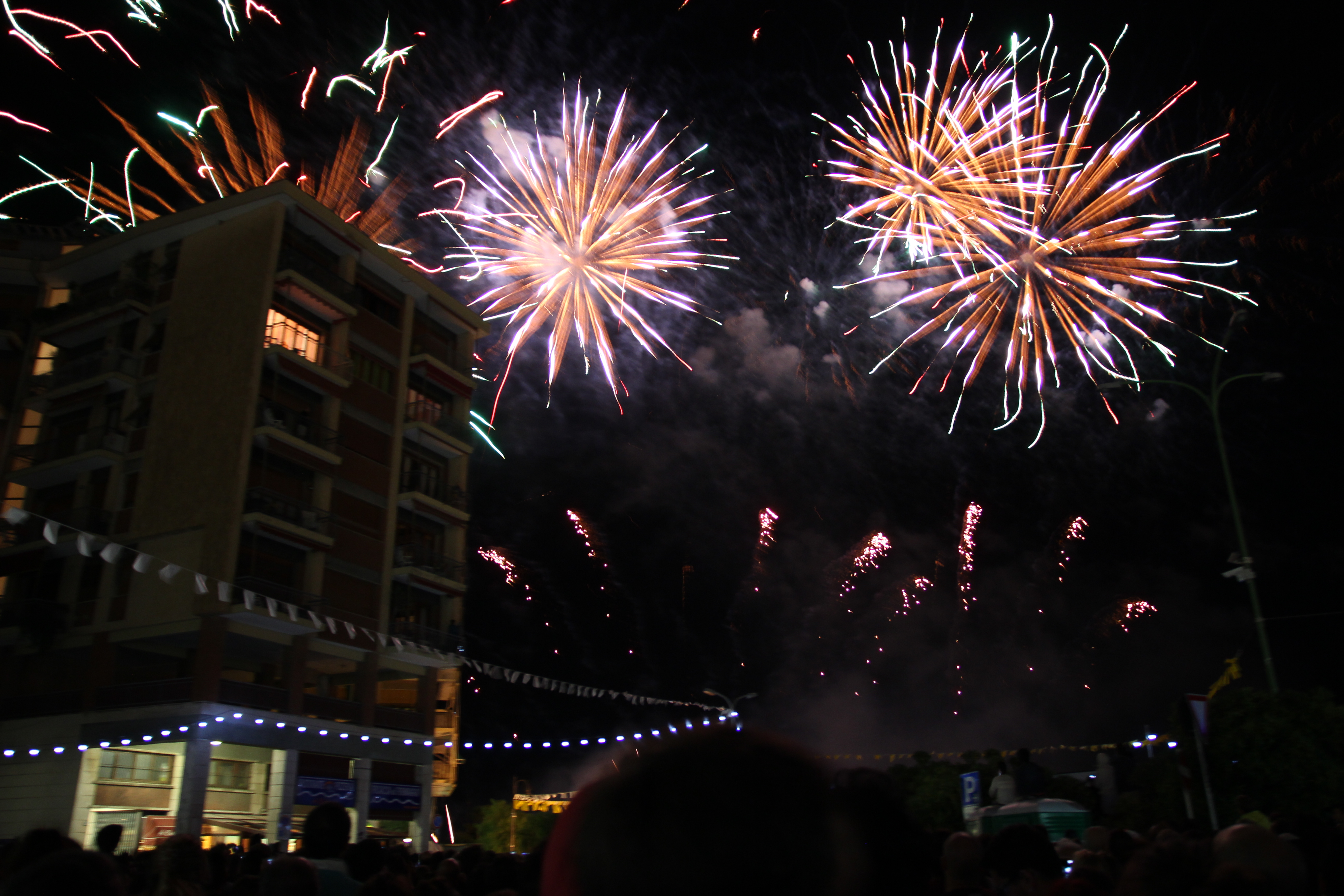
La Sagra del Fuoco en Recco, Liguria, en honor a Nostra Signora del Suffragio

En Italia, las sagras (en italiano, sagra; pl. sagre) son unas fiestas tradicionales y populares que se pueden encontrar a lo largo y ancho del país, con una periodicidad anual que suele estar ligada a la temporada de cosecha de algún producto local, y tiene un fuerte componente religioso cristiano. De hecho, el nombre proviene del latín [festa] sacra, ya que se suelen celebrar una consagración o se conmemora al santo patrón de la localidad. Durante las sagras tienen lugar mercados, ferias gastronómicas y celebraciones varias.

## Características
La fiesta se caracteriza originalmente por la dimensión religiosa; las fiestas populares eran sobre todo momentos de comunión entre las personas y lo sagrado.
Las fiestas populares y las fiestas antiguas se celebraban frente a los templos o, en la época cristiana, a las iglesias (de donde deriva el término sagrato, referente al parvis). Los diversos momentos del año (el invierno, la primavera, la siega y la vendimia) se celebraban con fiestas religiosas, por ejemplo, para agradecer a la divinità (divinidad) o para propiciar una buena estación.
Durante las fiestas de la antigüedad, a menudo se hacían sacrificios animales, u ofrendas de productos de la tierra, que luego eran consumidos por toda la comunidad. Este original rito simbólico permanece como huella aún hoy en las diversas fiestas gastronómicas que giran en torno a un plato tradicional regional o local. En conjunto, todos las sagre de Italia componen un mosaico de fiestas populares que abarca todo el año.

## Sagras en Italia
Algunos ejemplos de sagras son:
- Sagra dell'Asparago Rosa, en abril en Mezzago, Lombardía
- Sagra del Carciofo, en marzo en Ladispoli, Lazio
- Sagra del Mandorlo in Fiore, en marzo en Agrigento, Sicilia
- Sagra dei Osei, en septiembre en Sacile, Friuli-Venecia Julia
- Sagra della Pesca, en agosto en Bivona, Sicilia
- Sagra del Redentore, en agosto en Nuoro, Sardeña
- Sagra di Sant'Efisio, en varias comunas de Sardeña
- Sagra di san Giovanni Battista, en junio en Quartu Sant'Elena, Sardeña
- Sagra del Tartufo Marzuolo, en marzo en Certaldo, Toscana
- Sagra dell'Uva, en octubre en Marino, Lacio